# Synapse Développement
 (avril 2025).
Synapse Développement est un éditeur de logiciels français, spécialisé dans la linguistique informatique et dans l'intelligence artificielle.
La société est connue pour son correcteur d'orthographe et de grammaire Cordial, et par le fait qu'elle a été fournisseur d'outils linguistiques à Microsoft (tous les outils de correction de Microsoft Office) et à l'entreprise Amazon. Pour les clients professionnels, elle est également fournisseur de composants linguistiques en OEM, intégrés dans de nombreux logiciels.
La société est également connue pour ses travaux de recherche dans le domaine du traitement automatique du langage naturel tant au niveau universitaire français qu'au sein de programmes européens de recherche. Ces travaux ont la spécificité d'être faits en partie à partir de l'analyse du corpus de Wikipédia en français.

## Historique
Synapse Développement est une PME, constituée de vingt-cinq employés, docteurs en informatique, docteurs en Intelligence Artificielle, ingénieurs linguistes et ingénieurs développeurs. La société a été créée le 11 janvier 1994 par les auteurs du Rédacteur, un traitement de texte commercialisé sur Atari ST à partir de 1987 et ayant équipé de nombreux journaux (Libération, La Voix du Nord, Ouest-France, etc.).
Éditeur de logiciels, cette entreprise commercialise le correcteur orthographique appelé Cordial depuis 1995, un logiciel de recherche en langage naturel, appelé Chercheur de 2001 à 2003 puis nommé Qristal depuis 2003, un logiciel d'aide au référencement IndexWeb depuis 2001 ainsi que des composants linguistiques en OEM.
Rachetée en 2013 par Patrick Séguéla, Synapse Développement a mis au point en 2014 le composant « logiciel Intelligent Reader », depuis renommé « Machine Reading ». Cette solution permet de générer automatiquement des questions et de lier ces questions à des éléments de réponse contenus dans les textes d’origine,
En 2014, cette technologie de compréhension de texte a réussi pour la première fois au monde l’évaluation d’Entrance Exams, un test de compréhension de l’anglais pour l’entrée à l'Université au Japon.

## Recherche et partenariats
La société collabore avec l'Institut de recherche en informatique de Toulouse et l'Équipe de recherche en syntaxe et sémantique au sein de l'Université Toulouse II-Le Mirail, notamment via les travaux de recherche de thésards en contrat Cifre ou encore en fournissant aux chercheurs des outils leur permettant leurs travaux de recherche.
« PME innovante apportant un savoir-faire original », elle est partenaire de plusieurs projets européens de recherche et d'innovation :
- le projet Quaero pour la partie « Questions-Réponses en langage naturel »[11],[12],[13] en tant que « contributeur de développements de technologies de pointe »[14] ;
- le projet OpenSem dans le cadre du programme de recherche européen  Eurostars[15] ;
- le projet Readers soutenu par l'Agence nationale de la recherche[16].
- le projet Lihlith, un projet qui vise à créer un nouveau cadre d'apprentissage pour une Intelligence Artificielle afin qu'elle puisse apprendre comme l'homme : en continu et de manière globale (le Life Long Learning).
- le projet Clear, un projet d'agent conversationnel pour aider la communication entre médecins et patients en donnant aux patients les moyens de mieux comprendre leur maladie et de mieux vivre avec.
- le projet Reus, un projet qui souhaite améliorer l’efficacité des réunions de type suivi de projet en produisant automatiquement des documents post réunions
- le projet Ordyslexie, un projet mené avec Microsoft et validé par le Secrétariat d'État chargé des personnes handicapées qui entend fournir aux enfants dyslexiques une station de travail adaptée, avec un assistant à la rédaction spécifique pensé pour les aider au quotidien.

Elle est par ailleurs partenaire de la société Microsoft qui a intégré le correcteur orthographique à sa suite bureautique Microsoft Office, ainsi que de la société Amazon.com qui a installé le dictionnaire dans sa liseuse Amazon Kindle. La société a été de nouveau sélectionnée par Microsoft, et — dans la catégorie Livres et références —  l'application Cordial Dico figure dans le trio de tête des applications les plus téléchargées sur le Windows Store, à côté du Larousse Illustré et du Robert. En février 2014, la société signe un contrat de partenariat avec la maison d'édition HarperCollins.

## Logiciels
Synapse Développement est l'éditeur de : 
- Cordial, correcteur grammatical pour Windows. Synapse Développement propose également un manuel en français, ainsi qu'un  dictionnaire de définitions, de synonymes et d'antonymes, de difficultés de la langue française, de citations et d'analogies.
- Cordial Analyseur, logiciel d'analyse syntaxique et sémantique, disponible à prix réduit pour les laboratoires de Traitement automatique du langage naturel ;
- Cordial dico, le dictionnaire de définitions sur mobile, tablette ou PC Windows 8[20],[18] ;
- IndexWeb, logiciel d'aide au référencement et au positionnement sur le Web ;
- Qristal, logiciel de recherche en langage naturel, sur disque dur et sur le We ;
- composants linguistiques en OEM, intégrés dans de nombreux logiciels, comme l'outil Reverso ou encore les outils développés par la société Dassault Systèmes : « les modules automatiques de correction orthographique et grammaticale de Synapse Développement ont été choisis par des milliers d’utilisateurs et de grands industriels » ;
- service de correction en SaaS tant au niveau client qu'au niveau serveur[21].
- Chatbot by Synapse, chatbot sans saisie manuelle de sa base de connaissances. Il peut lire et comprendre une documentation, puis générer automatiquement des interactions et procédures possibles sur un produit ou service.

## Technologie
Les développeurs de Synapse Développement participent activement aux conférences réunissant les chercheurs en Traitement automatique des langues naturelles (EACL, TALN, Technolangue, CLEF), où ils ont publié de nombreux articles décrivant les techniques qu'ils utilisent.[réf. nécessaire]
Un analyseur syntaxique très robuste[réf. nécessaire] et à logique floue est la base de leur technologie. Des dictionnaires très complets[réf. nécessaire] servent de référence à cet analyseur et à d'autres couches logicielles, comme un désambiguïseur sémantique (outil permettant de repérer le sens des mots ambigus), un classificateur de concepts et de domaines (qui utilise une ontologie multilingue de plus de 150 000 mots et expressions), un résolveur d'anaphores (permettant de repérer le référent des pronoms personnels et démonstratifs).

## Distinctions
Cordial a été classé meilleur correcteur du français par 18 comparatifs sur 22 de la presse[réf. nécessaire], en particulier en 2013 où il a obtenu la meilleure note par rapport à ses concurrents.
Le responsable du développement, Dominique Laurent, a été élu « personnalité française de l'année » par un jury européen de journalistes informatiques en 2001.
Le moteur de Questions-Réponses développé par l'entreprise a été classé en tête par l'évaluation EQueR-Evalda Technolangue en 2004 à la fois pour le classement des « passages » et pour le classement des « réponses courtes », ; en tête, toutes langues confondues, par l'évaluation CLEF en 2005 ; en tête pour la langue française, second toutes langues confondues, et en tête en multilingue lors de l'évaluation CLEF en 2006 ; et enfin en tête, toutes langues confondues, lors de l'évaluation CLEF en 2007, travaux faits à partis du corpus de l'encyclopédie Wikipédia.

## Publications
En avril 2012, Synapse Développement publie l'ouvrage Les Vraies Difficultés du français au XXIe siècle où il s'avère que « Wikipédia [est] une mine d’or pour les chercheurs en TALN (traitement automatique du langage naturel) ». Cet ouvrage est la synthèse des travaux réalisés par la société Synapse Développement depuis plusieurs années.

## Pour approfondir